# Microdus infuscatus
Microdus infuscatus là một loài Rêu trong họ Dicranaceae. Loài này được (Thwaites & Mitt.) Paris mô tả khoa học đầu tiên năm 1897.